# Paul Valcke
Paul Valcke   (Oostende, 11 de gener de 1914 - Ambrumesnil, 15 de juliol de 1980) va ser un tirador d'esgrima belga, especialista en floret, que va competir entre les dècades de 1930 i 1950.
El 1936 va prendre part en els Jocs Olímpics de Berlín, on disputà dues proves del programa d'esgrima. Fou cinquè en la prova del floret per equips i quedà eliminat en semifinals en el floret individual. Una vegada finalitzada la Segona Guerra Mundial va prendre part en els Jocs de Londres de 1948, on disputà dues proves del programa d'esgrima. Guanyà la medalla de bronze en la prova de floret per equips i fou setè en el floret individual. El 1952, a Hèlsinki, va disputar els seus tercers i darrers Jocs. Hi va disputar tres proves, en què destaca una cinquena posició en la prova de floret per equips.
En el seu palmarès també destaca una medalla de bronze al Campionat del Món d'esgrima de 1947.